# 固定価格契約
固定価格契約 (英: Fixed-price contract)、または定額契約は、支払額が使用されたリソースや時間に依存しない種類の契約である。これは、追加の利益でコストをカバーする原価加算契約とは対照的である。固定価格契約は請負業者側にリスクを負わせる方式で、コスト管理のために軍や政府がよく使用する。しかし、過去の事例を見ると、新しい軍用輸送機やステルス攻撃機など、新技術を使用する革新的な新しいプロジェクトに固定価格契約を適用する場合、予期しないコスト超過が発生した場合に、それを吸収する請負業者の能力を大幅に超えると、破綻する可能性がある。
固定価格契約では、売り手が価格を決定するための事前準備に時間がかかる場合がある。固定価格の商品は買い手側には買いやすい。また、商品を一括購入する交渉では、セット価格が設定され購入の時間が短縮される。また、固定価格は、保険の見積もりなど、在庫全体の価値を見積もるのに役立つ。
固定金額契約は、コストが事前に不明なプロジェクトに適用すると失敗するが、一方、コストが事前によく分かっている場合にはうまく行くことが多く、引き続きよく使われている。